# Wolfville
Wolfville is een plaats (town) in de Canadese provincie Nova Scotia en telt 4195 inwoners (2016). De oppervlakte bedraagt 6,46 km².